# .mil
.mil je generická doména nejvyššího řádu používaná Ministerstvem obrany Spojených států a jeho dceřinými organizacemi. Je to jedna z původních domén založených v lednu 1985.
Spojené státy jsou jediná země, která může používat doménu nejvyššího řádu pro své vojenské účely. Ostatní státy často používají domény druhého řádu jako např. .mod.uk pro Ministerstvo obrany Spojeného království.
Navzdory této výjimečnosti používají Spojené státy doménu .com pro některá svá rekrutační střediska jako goarmy.com.